# Пеняз

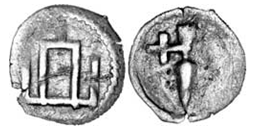
Литовский денарий

Пе́няз, пе́нязь (пол. pieniądz) — название денария Великого княжества Литовского, чеканившегося в XIV — начале XVII веков. Регулярная чеканка монет достоинством в пенязь в Великом княжестве Литовском была прекращена в 1563 году (в 1581—1582 годах были попытки восстановить чеканку монет этого номинала). С 1565—1566 по 1652 год чеканились монеты достоинством в 2 пенязя (двуденар).
Вес пенязя поначалу составлял 0,35 г (0,085 г чистого серебра), позже снизился до 0,3 г (0,07 г чистого серебра). Служил также счётно-денежной единицей = 1/10 литовского гроша (1/8 польского гроша).
В XIII—XVII веках термин «пенязи» в Великом княжестве Литовском обозначал деньги вообще (позже ему на смену пришло слово «гроши»).
Термин «пенязь» впервые встречается во второй статье Списка Е рижской редакции Смоленской правды: «гривна кунами или пенязями».
Слово «пенязь» общеславянское, оно употреблялось во всех славянских языках. Его употребление зафиксировано в таких древних памятниках на глаголице как Зографское Евангелие (конец X — начало XI века), Мариинское евангелие (XI век), Ассеманиево Евангелие (XI век). и не только как перевод слова динарий, но и слов обол, ассарий и деньги вообще. Фасмер считает, что в славянский язык слово «пенязь» попало не ранее VIII века от франков, где в древневерхненемецком языке pfenning и в древнесаксонском языке penning — название монеты, «франкский серебряный динар».
Возможно, в древнерусский язык слово пенязь/пенезь попало через польский, так как в некоторых древнерусских источниках оно упоминается как польская мелкая монета: «пенязи алибо польские гроши», «Великій цысарю, служу я тебѣ много лѣтъ, а за то ещё не имывалъ выслуги ни единой пенези».
От слова «пенязь» происходит слово «пеняжник» — человек, который занимается обменом денег, меняла.